# Karlskyrka församling
För församlingen i Kungsörs kommun som ibland kallades med detta namn före 1905, se Kung Karls församling. För kyrkan i Tallinn, Estland, se Karlskyrkan, Tallinn.
Karlskyrka församling var en församling i Uppsala stift i nuvarande Norrtälje kommun. Församlingen uppgick 20 december 1796 i Söderby-Karls församling.
Kyrka finns numera som Karls kyrkoruin.

## Administrativ historik
Församlingen har medeltida ursprung och uppgick 20 december 1796 i Söderby-Karls församling. Före samgående var den en del av Söderby pastorat 